# 1876年至1877年英格蘭足總盃
1876-77球季英格蘭足總盃（英語：1876-77 FA Cup），是第6屆英格蘭足總盃，今屆賽事的冠軍是流浪隊，他們在決賽以2:1（加時）擊敗牛津大學，奪得冠軍。本屆賽事繼續在橢圓體育場舉行。
流浪隊取得兩連霸，第4次奪得足總盃冠軍。

## 外部連結
- 英格蘭足總盃官網Archive-It的存檔，存档日期2012-04-24
- 英格蘭足總盃 歷屆冠軍（页面存档备份，存于）